# Масельгская
Ма́сельгская (карел. Muaselgy) — станция (тип населённого пункта) в составе Пиндушского городского поселения Медвежьегорского района Республики Карелия Российской Федерации.

## Общие сведения
Посёлок расположен в 2 км к западу от автомагистрали Р21, в 30 км к северу от Медвежьегорска. В посёлке находится железнодорожная станция Масельская Октябрьской железной дороги.
Сохраняются памятники истории:
- Братская могила красноармейцев и советских воинов[4]
- Комплекс захоронений советских воинов, погибших в годы Великой Отечественной войны[5]
- Памятное место, где в 1919—1920 гг. были расстреляны мирные жители и пленные красноармейцы
- Памятное место, где в январе 1922 года начался рейд отряда курсантов Интернациональной школы под командованием Тойво Антикайнена[6]
- Место подвига рядового А. И. Фонягина, 30 июня 1943 года в бою закрывшего своим телом амбразуру вражеского дота.
- Памятник боевой славы на рубеже обороны (122-миллиметровая пушка)[7]. Памятник открыт в ноябре 1972 года[8].

## История

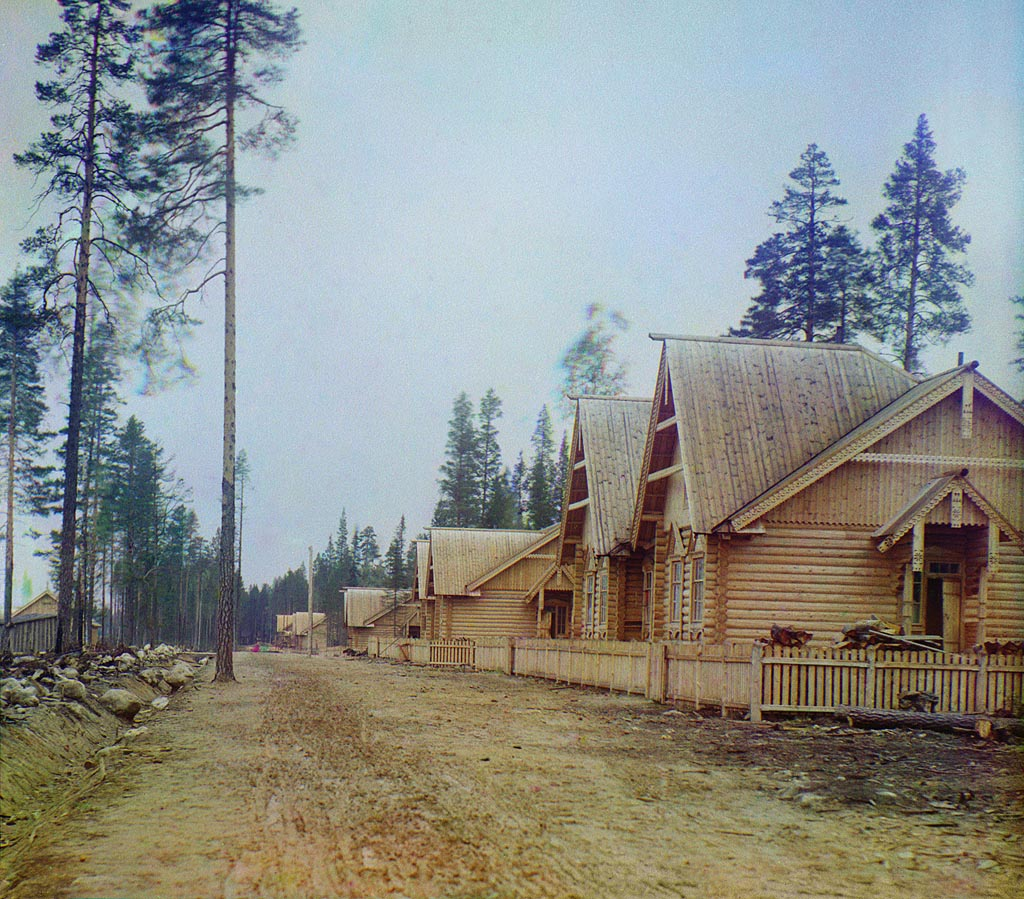
Посёлок при станции в 1916 году

В 1916 году при постройке Мурманской железной дороги была устроена железнодорожная станция и посёлок при ней.
Во время Гражданской войны посёлок был оккупирован войсками Антанты и русскими белогвардейцами с 3 мая 1919 года до весны 1920 года.
В 1921 году была запущена железнодорожная паровая электростанция.
В 1922 году от станции начался лыжный рейд Тойво Антикайнена, оказавший решающее значение на исход второй советско-финской войны.
4 ноября 1937 года по необоснованному обвинению в контрреволюционной деятельности, решением Особой тройки НКВД Карельской АССР, был расстрелян священник Масельгской церкви Тимофей (Трофим) Маркович Якобчук (1869—1937).
В 1941 году в районе посёлка 289-я стрелковая дивизия остановила наступление финских войск. Станцию удалось удерживать до весны 1942 года.

## Население
| 1926 | 1933  | 1939  | 2002 | 2010 | 2013 |
| ---- | ----- | ----- | ---- | ---- | ---- |
| 727  | ↗2576 | ↗5422 | ↘29  | ↘20  | →20  |

## Улицы
- ул. Железнодорожная

## Галерея

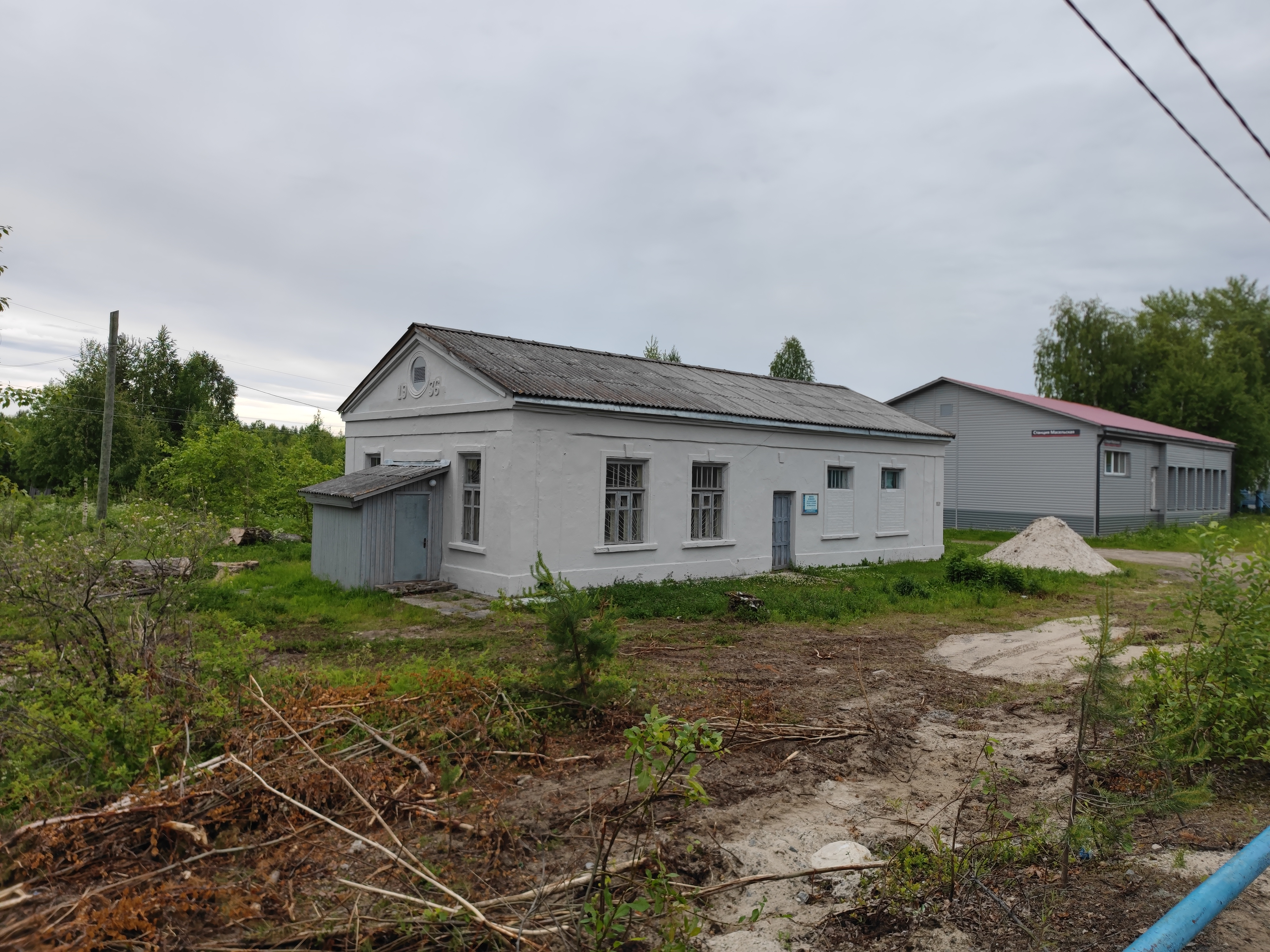
Станционные здания
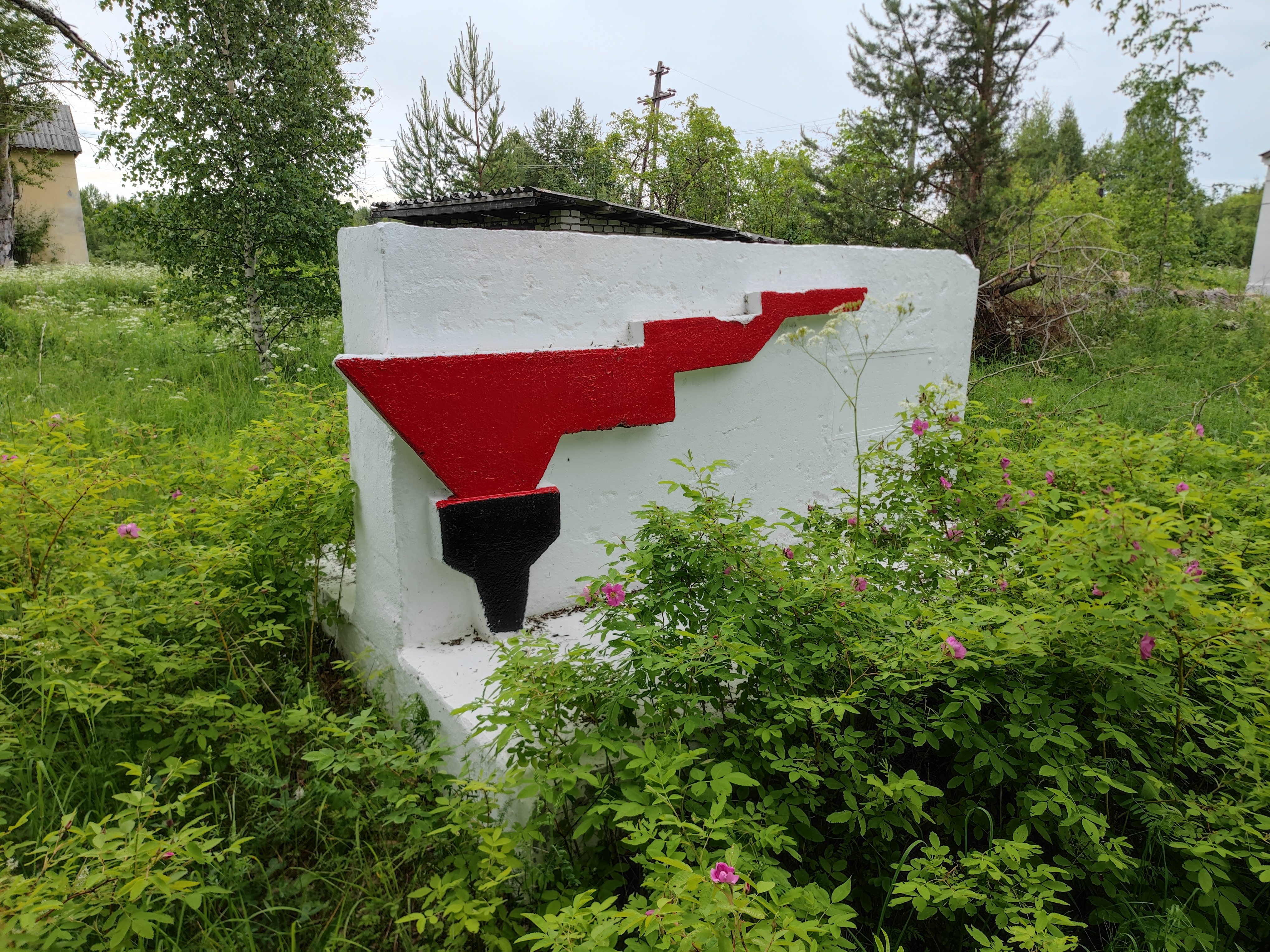
Памятный знак в честь рейда Антикайнена  Объект культурного наследия № 1001078000№ 1001078000
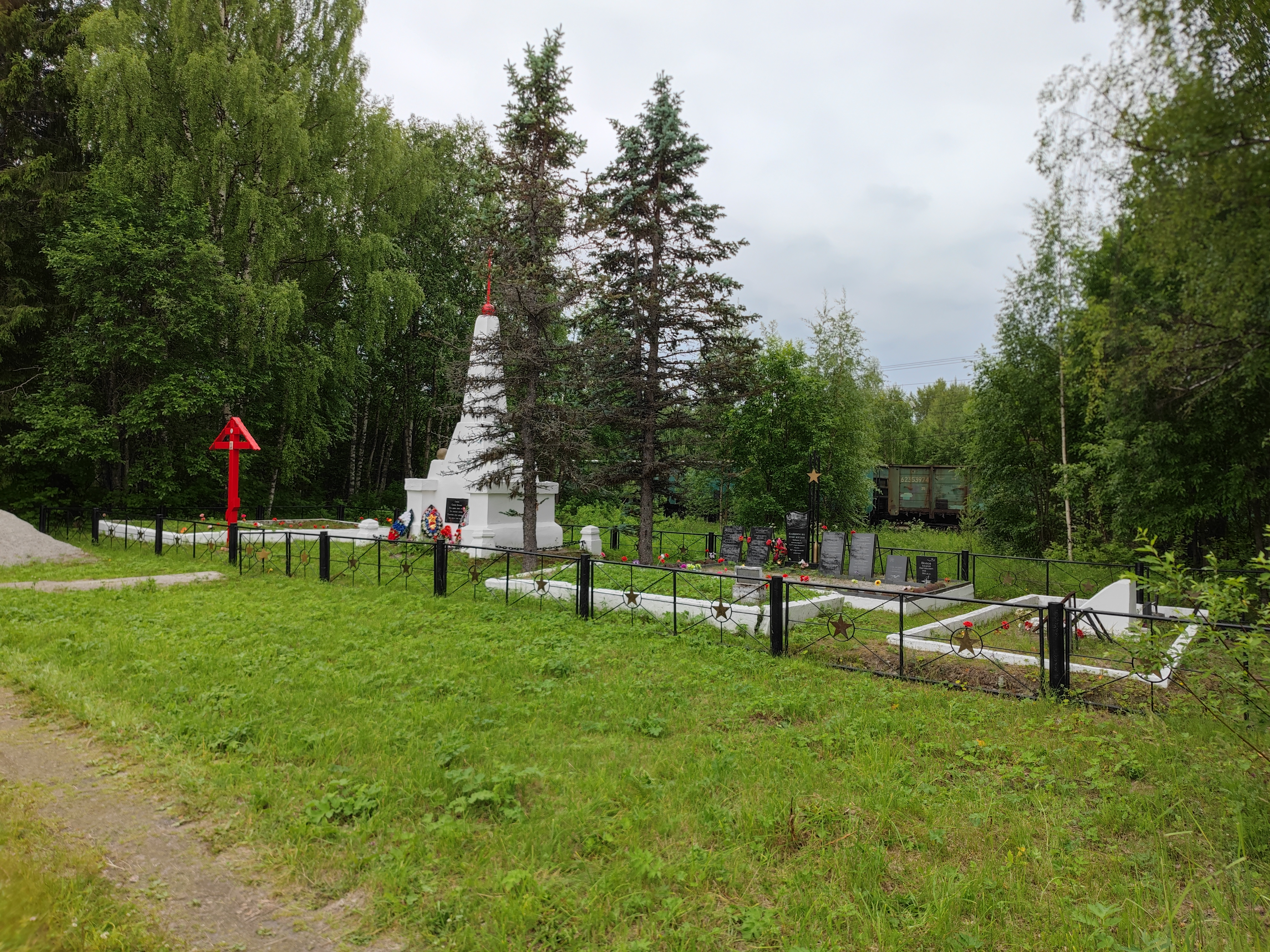
Братская могила воинов, погибших в годы Великой Отечественной и Гражданской войн  Объект культурного наследия № 1002541000№ 1002541000
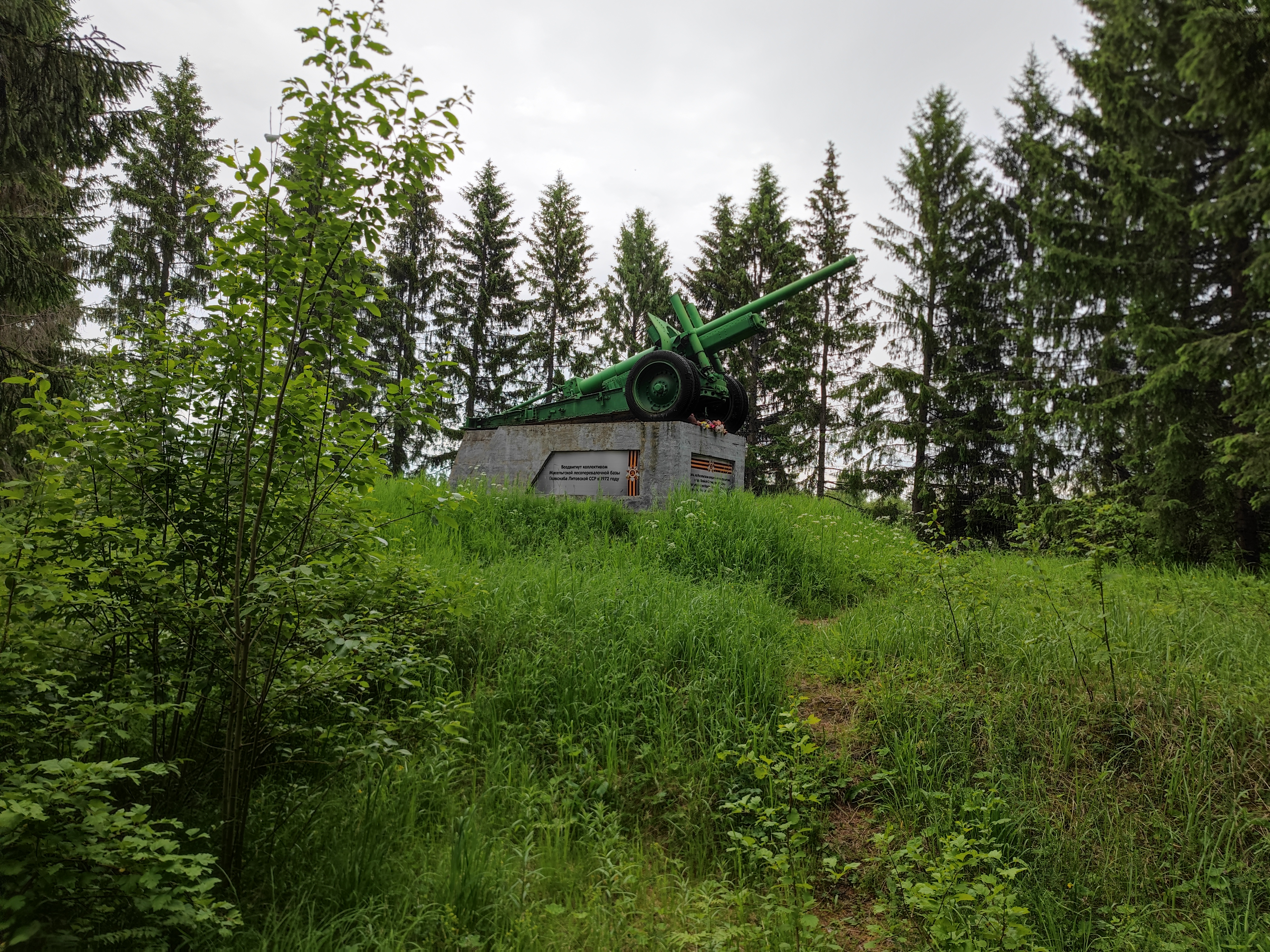
Пушка, установленная на месте удержанного в 1941 году рубежа обороны  Объект культурного наследия № 1000398000№ 1000398000